# Carlos Zapién
Carlos Alberto Zapién (Ciudad Obregón, Sonora, 1979) es un cantante (tenor), compositor y promotor cultural mexicano.

## Estudios musicales
Inició sus estudios musicales en las materias de piano y órgano en el Conservatorio de las Rosas, en Morelia, Michoacán. Después obtuvo una beca para cursar estudios de licenciatura en la Universidad de Oregón, en los Estados Unidos de América. Concluyó los estudios de maestría en canto en la misma universidad y en 2006, con el apoyo del Fondo Nacional para la Cultura y las Artes fue alumno del maestro Francisco Araiza, dentro del programa de Solistenklasse, en la Universidad de Música y Artes Escénicas de Stuttgart (Hochschule für Musik und Darstellende Kunst Stuttgart), en Alemania.

## Logros artísticos
Zapién fue miembro del Estudio de Ópera de la Ópera Estatal de Stuttgart, donde interpretó diversos personajes, destacando la interpretación del vocalmente difícil papel de Niko en Gegen die Wand, obra de Faith Akin y musicalizada por Ludger Vollmer y en la misma casa de ópera creó el personaje del hijo de Medea en Fremd, del compositor Hans Thomalla y bajo la dirección de Johannes Kalitzke. Ha colaborado con la Thüringen Philharmonie Gotha en la producción de Die Gärtnerin aus Liebe, con la Filarmónica Clásica de Stuttgart, colaborando con el director Frieder Bernius en la puesta en escena de Didone abbandonata (Jomelli) y con grupos como Il gusto barocco y la orquesta Bach de Múnich, además de colaborar con directores, entre los que destacan Hansjörg Albrecht, Hermann Breuer, Manfred Honeck, Robert Ashens y Timo Handschuh. Ha ofrecido recitales en México, Estados Unidos de América, Italia, Alemania, Austria y Taiwán.

## Dirección Artística
En 2011, Zapién fundó el programa Ars Vocalis México, festival de canto y ópera. El festival tuvo un componente pedagógico muy importante, puesto que el programa ofreció un curso de especialización vocal a alumnos mexicanos, quienes colaboraron con maestros y artistas de talla internacional provenientes de diversas casas de ópera e instituciones educativas a nivel mundial. El programa contó con la presencia de destacados artistas, entre los que figuran el tenor Francisco Araiza, el contravener Michael Chance, OBE, Javier Camarena, el tenor  Ramón Vargas y la Kammersängerin Dunja Vejzovic. Gracias al programa, varios jóvenes cantantes mexicanos lograron salir del país a llevar a cabo cursos de especialización vocal o programas de posgrado. El festival produjo diversas óperas, entre las que destacan La serva padrona, Las bodas de Fígaro, Bastián y Bastiana y El elixir de amor, entre otras. El festival contó con el apoyo del extinto Consejo Nacional para la Cultura y las Artes, ahora  Secretaría de Cultura (México).

A finales del año 2014, Zapién fundó un programa titulado Cathedral Concert Series en la ciudad de Tucson, Arizona, el cual atrae a destacados solistas de música clásica, entre los que destacan William Wolfram, Jorge Luis Prats, Steven Moeckel, Claire Huangci, Misael Barraza Díaz y Eric Zuber, y también ha contado con la colaboración de ensambles prestigiados como lo son los Niños Cantores de Tucson y miembros de la Sinfónica de Tucson, entre otros. El programa ha sido bien recibido por la comunidad local.

## Catedral de San Agustín
La Diócesis de Tucson, en los Estados Unidos de América lo nominó para el cargo de Director de Música de la histórica Catedral de San Agustín (Tucson, Arizona), título que ocupa desde el año 2013. 

## Composiciones de corte religioso
Zapién es compositor de música litúrgica. Ha compuesto obras para ceremonias litúrgicas de gran relevancia e incluso ha presentado composiciones suyas al Papa Francisco. Destacan las siguientes obras:

Mass of the Most Holy Trinity (2011)

Misa al Sagrado Corazón de Jesús (2013)

Tu es sacerdos - G01158, GIA Publications

The Voice of the Poor (2015)

Misa de la Misericordia (2015)

Salmo 23/Psalm 23: The Lord Is My Shepherd (2016)

Hymn of Praise/Himno de Alabanza - G10063, GIA Publications

Psalm 40: Here Am I, Lord, I come to do your will (2019)

## Discografía
Fremd - Opera in three scenes, one intermezzo, and one epilogue by Hans Thomalla. Ópera Estatal de Stuttgart, Johannes Kalitzke. col legno 2012

Siempre Mía - Canciones mexicanas. Carlos Zapién, tenor/Alexander Pashkov, pianista. Sala Blas Galindo, Centro Nacional de las Artes (México) 2017

The Beauty of Gregorian Chant. Symphonic Lion 2017

Sacred Treasures - Obras religiosas para piano. Symphonic Lion 2018